# Докимасия
Докимаси́я (др.-греч. δοκιμασία от δοκιμάζω «проверять, испытывать») в Древних Афинах:
1. проверка новых граждан древнегреческого общества (эфебов) на возможность предоставления им всей полноты гражданских прав и свобод.[1]
2. проверка граждан Афин, выбираемых на государственную должность на предмет соответствия критериям, необходимым для занятия данной должности.

## Докимасия должностных лиц
Докимасия должностных лиц производилась после избрания, до вступления в должность, перед государственным советом или перед судом. Относительно архонтов (поступали ли таким же образом относительно других должностных лиц — неизвестно) применялось иногда двойное производство дела, сперва перед государственным советом. Кандидату на должность предлагались известные вопросы (ἀνακρίνειν); если он отвечал на них неудовлетворительно или если находился обвинитель, вызывающий сомнение насчёт его права на занятие должности, то дело передавалось в суд, который окончательно решал вопрос о допущении кандидата. Отвержение его называлось ἀποδοκιμάζειν. Предлагаемые вопросы отнюдь не относились к личной способности кандидата к занятию должности; в демократическом городе, каким были Афины, эта способность предполагалась в каждом гражданине и действительно могла предполагаться ввиду опыта и знания, которые всякий легко приобретал, благодаря публичности государственной жизни, ввиду также сравнительно малого значения и ограниченного влияния отдельных отраслей разделённой между многими правительственной власти. Только при назначении на места, требующие особенного технического опыта и навыка (например, военные должности), предлагавшиеся вопросы, вероятно, касались и особенной способности кандидата к исправлению подлежащей должности.
Но обыкновенно целью испытания было лишь узнать, обладает ли избранный необходимыми для занятия места гражданскими качествами, то есть происходит ли он от родителей-граждан (относительно архонтов в прежнее время требовалось даже чисто гражданское происхождение, считая не только родителей, но и дедов, ἐκ τριγονίας), придерживается ли он известных государственных культов (почитания Зевса 'Έρκειος и Аполлона Πατρω̃ος), участвовал ли он в походах, пользуется ли он всеми гражданскими правами состояния (не был ли он ἄτιμος), достиг ли он законного возраста (определенного для членов буле в 30 лет) и т. д. В древнейшее время при испытании архонтов предлагался ещё вопрос об имуществе, который, конечно, был устранён со времен Аристида, распространившего право на поступление в архонты на все классы граждан.
К докимасии должностных лиц относятся три речи Лисия, произнесенные в государственном совете против Евандра, избранного в архонты, и против Филона и Мантифея, избранных в члены совета

### Докимасия ораторов
Хотя ораторы ни в каком виде не считались должностными лицами, потому что всякий, считавший себя к тому способным, мог выступить в народном собрании, однако для этого все-таки требовалось, чтобы желающий говорить пользовался всеми правами гражданского состояния, чтобы он был ἐπίτιμος. Кто вследствие судебного приговора сделался ἄτιμος и, несмотря на то, позволил себе публично выступить с речью в народном собрании, против того могла приводиться в действие так называемая έ̓νδειξις (ср. атимия). Кто, напротив, совершил проступок, влекущий за собой атимию, но к этому наказанию ещё не был приговорен постановлением суда, против того могла быть направлена ἐπαγγελία δοκιμασίας, если, например, утверждали, что он провинился дурным обращением с родителями (κάκωσις γονέων), трусостью (δειλία) или другими военными проступками, что он промотал отцовское наследство (τὰ πατρω̃α) и т. д. Извещался оратор о принятии против него этих мер в народном собрании; до решения дела он, вероятно, должен был воздерживаться от произнесения речей в народном собрании. Внесение в суд процесса принадлежало фесмофетам. В случае виновности подсудимого последствием этого разбирательства, конечно, было то, что атимия, которой он подлежал за взводимые на него преступления, произносилась над ним торжественно судебным приговором.